# فکر می‌کنی کی هستی؟
فکر می‌کنی کی هستی؟ (انگلیسی: Who Do You Think You Are?) برنامه مستند تبارشناسی بریتانیایی است که از سال ۲۰۰۴ توسط بی‌بی‌سی پخش می‌شود. در هر قسمت آن یک فرد مشهور تبارنامه خود را می‌یابد و اطلاعاتی دربارهٔ تبار خود پیدا می‌کند.